# Eprimo

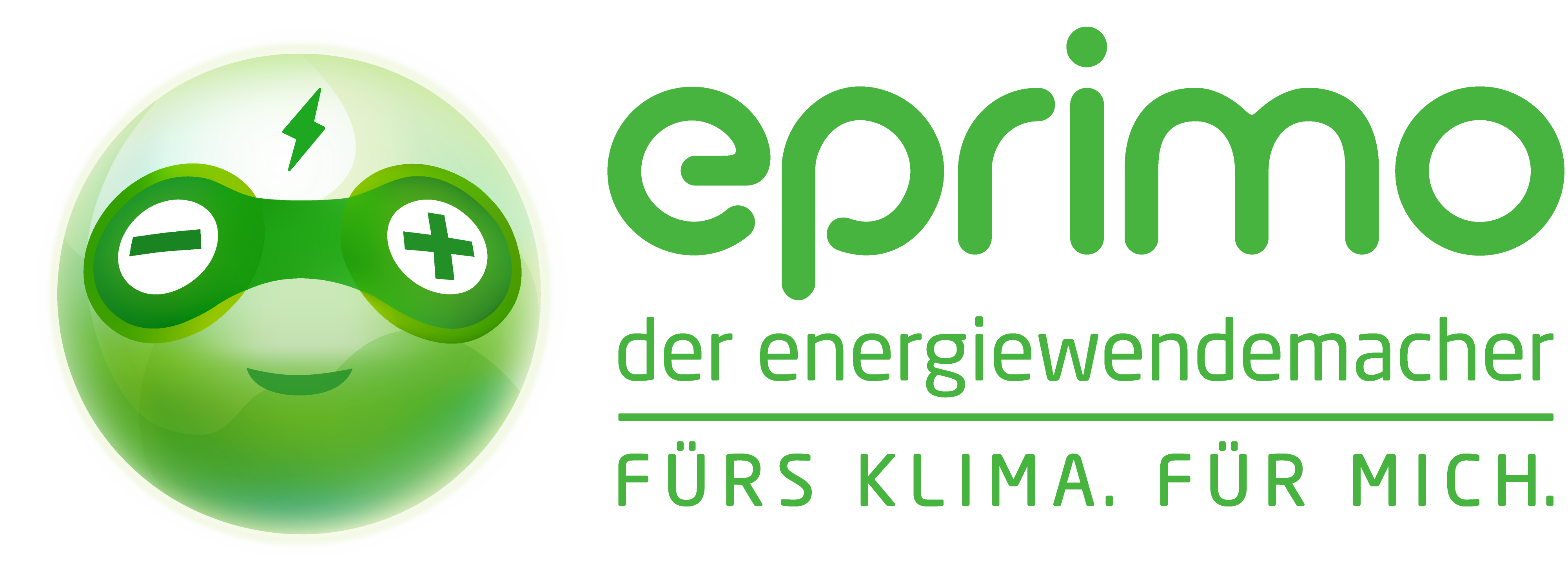
Logo seit Sommer 2024

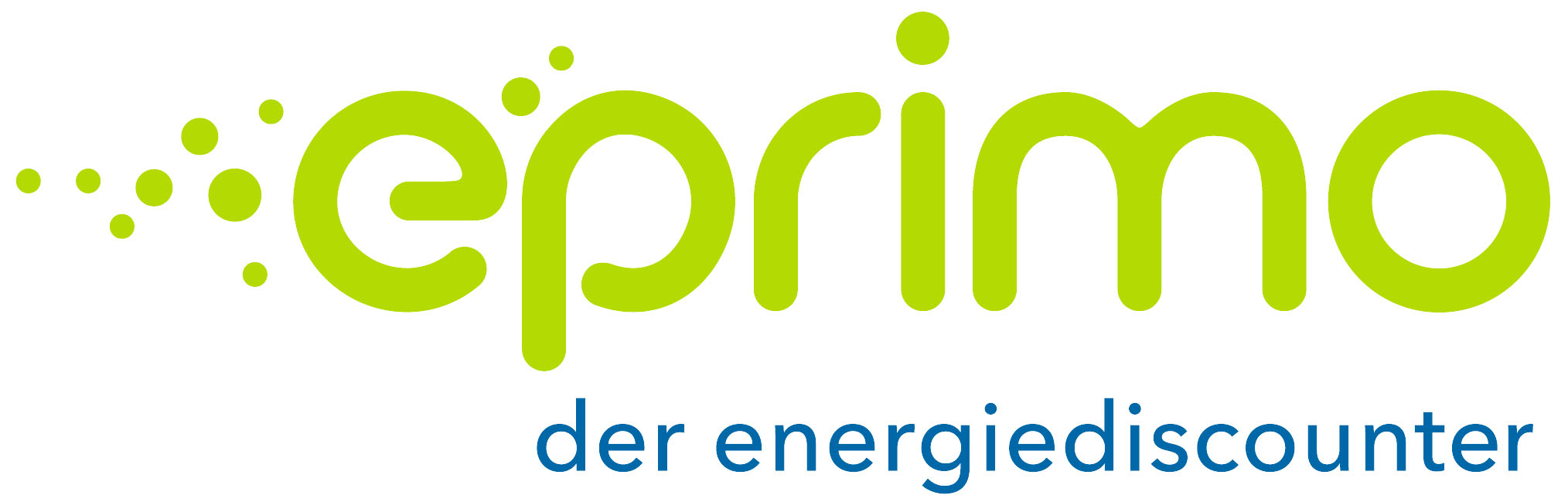
Logo bis Sommer 2021

Logo bis Herbst 2009

Die Eprimo GmbH (Eigenschreibweise eprimo) gehört zur E.ON Energie Deutschland GmbH und ist ein deutscher Strom- und Erdgasanbieter mit Sitz in Neu-Isenburg. Geschäftsführer der GmbH sind Katja Steger, Alexander Frohne und Dirk Müller. Seit 2020 bietet Eprimo ausschließlich Ökoenergie an. Eprimo bezeichnete sich selbst bis 2021 als „Energiediscounter“, bis Mitte 2024 als „Energiewendemacher“ und seitdem als „grüner Energiediscounter“.

## Geschichte
Eprimo wurde am 1. Juli 2005 als eigene Vertriebsgesellschaft durch die Überlandwerk Groß-Gerau GmbH (ÜWG) mit Sitz in Groß-Gerau gegründet, die 1999 mit einem deutschlandweiten Stromvertrieb begonnen hatte. Am 22. Dezember 2006 unterzeichneten die Stadtwerke Mainz AG und die RWE Energy AG – zu gleichen Teilen Anteilseigner der ÜWG – eine Vereinbarung über die vollständige Übernahme der Vertriebsgesellschaft Eprimo GmbH durch RWE. Am 1. Januar 2007 wurde Eprimo eine 100-prozentige Tochtergesellschaft der RWE Vertrieb AG in Dortmund (später: innogy SE), die wiederum eine Tochter des Energiekonzerns RWE AG war. Der Eintrag in das Handelsregister erfolgte am 20. September 2007. Im Geschäftsjahr 2006 hatte Eprimo rund 140.000 Kunden und erwirtschaftete einen Umsatz von rund 100 Mio. Euro, 2007 betrug der Umsatz bereits 124 Mio. Euro. Seit Herbst 2007 bietet Eprimo auch Gas an. Ende 2008 belieferte Eprimo in Deutschland etwa 450.000 Kunden mit Gas oder Strom.
Im Oktober 2009 berichtet Eprimo, die Marke von 600.000 Kunden überschritten zu haben; im Frühjahr 2010 belieferte Eprimo insgesamt rund 750.000 Kunden mit Gas oder Strom. Im Sommer 2015 gab Eprimo seine Kundenzahl mit über 1,2 Mio. Kunden an. Anfang 2019 begrüßte das Unternehmen seinen 1,5-millionsten Kunden.
In den ersten acht Jahren nach der Übernahme (2007 bis 2014) verbuchte Eprimo in sieben Geschäftsjahren Verluste; diese betrugen insgesamt etwa 140 Millionen Euro.
Im Juni 2016 wurden Kunden der Stadtwerke Heidelberg von einem Call-Center-Mitarbeiter im Auftrag von Eprimo kontaktiert. Sie wurden über Sinn und Zweck des Anrufs getäuscht und, ohne es zu wissen, zum Abschluss eines Vertrags mit Eprimo gebracht. Dieses Vorgehen wurde im November 2016 gerichtlich untersagt.
Mit der Übernahme der innogy SE durch E.ON am 18. September 2019 wurde auch Eprimo Teil von E.ON. Seit 2020 gehört eprimo zur E.ON Energie Deutschland GmbH.
Am 19. Februar 2023 verschickte Eprimo die im Zusammenhang mit der Gaspreisbremse vorgesehenen Informationen über die zukünftigen Abschlagszahlungen, setzte hier jedoch oft deutlich überhöhte Abschläge an, welche durch die Kunden entsprechend reklamiert wurden.

## Produkte

### Tarife und Strommix
In verschiedenen Gemeinden im Kreis Groß-Gerau ist Eprimo Grundversorger für Strom.
Die folgende Tabelle gibt Auskunft über die Zusammensetzung des Strommixes von Eprimo (Stand: 1. November 2024). Die Durchschnittswerte der allgemeinen Stromversorgung in Deutschland sind ebenfalls abgebildet (Stand: 2023):
|                                             | eprimo Gesamt-Strommix | Durchschnittlicher Strommix in Deutschland |
| ------------------------------------------- | ---------------------- | ------------------------------------------ |
| Kohle                                       | 0,0 %                  | 25,5 %                                     |
| Erdgas                                      | 0,0 %                  | 12,1 %                                     |
| Erneuerbare Energie, gefördert nach dem EEG | 49,1 %                 | 49,4 %                                     |
| sonstige Erneuerbare Energieträger          | 50,9 %                 | 10,4 %                                     |
| Kernkraft                                   | 0,0 %                  | 1,5 %                                      |
| Sonstige fossile Energieträger              | 0,0 %                  | 1,4 %                                      |
| CO2-Emissionen (g/kWh)                      | 0                      | 324                                        |

### Ökostrom
Im Februar 2012 beschrieb die Stiftung Warentest Eprimo in Sachen Ökostrom als „schwach engagiert“. Allerdings ist der Ökostrom von Eprimo vom TÜV Nord geprüft und zertifiziert.
Über das Förderprogramm „eprimo ZukunftsCent“ investiert das Unternehmen in den zusätzlichen Ausbau erneuerbarer Energien.
So befindet sich die erste von eprimo geförderte Anlage in Biehla in der Nähe von Kamenz (Sachsen). Die Anlage ist seit dem Frühjahr 2023 in Betrieb und liefert seit April 2023 ihren erzeugten Strom per Direktabnahmevertrag (PPA) an eprimo.

## Vertriebswege
Eprimo vertreibt Strom und Gas nicht nur selbst, sondern arbeitet mit einer Vielzahl von Vertriebspartnern zusammen. Dazu gehören Call-Center, Mobilfunk-Shops, der Elektrohandel und Preisvergleichsportale im Internet. Auch der Lebensmitteldiscounter Lidl hatte bereits Ökostrom von Eprimo im Angebot.